# Henri de Béthune
Pour les articles homonymes, voir Maison de Béthune.
Henri de Béthune (né à Rome le 7 septembre 1604 et mort à Bordeaux le 11 mai 1680 ) fut abbé commendataire et  successivement évêque désigné de Bayonne, évêque de Maillezais puis archevêque de Bordeaux.

## Biographie
Henri de Béthune est le fils de Philippe de Béthune, comte de Selles, et de Catherine Le Bouteillier de Senlis, il est le neveu de Maximilien de Béthune le célèbre duc de Sully. Il nait à Rome où son père est ambassadeur auprès du pape Clément VIII entre 1601 et 1604. Destiné à l'Église, il est désigné à l'âge de six ans comme aumônier de Monsieur d’Orléans (1607-1611) puis de Gaston de France, fils de Henri IV et de Marie de Médicis.
Il reçoit la tonsure en 1621 et est pourvu en commende de divers bénéfices ecclésiastiques dont l'abbaye cistercienne Notre-Dame de Cadouin (diocèse de Sarlat), l'abbaye Notre Dame des Alleuds (diocèse de Poitiers) et l'abbaye royale Notre-Dame de Lieu-Dieu à Jard-sur-Mer (diocèse de Luçon). Il est pressenti comme évêque de Bayonne en 1626 lors du transfert de Claude de Rueil mais il renonce à ce siège.
Le 20 décembre 1629 il est désigné comme évêque de Maillezais avec une dispense d'âge de quatre ans. Il est consacré dans l'église des Feuillants de la rue Saint-Honoré par Jean-François de Gondi, l'archevêque de Paris, le 6 janvier 1630. Il résiste aux exigences financières du cardinal de Richelieu mais il rentre dans les grâces de la cour  . Lors de l'Assemblée du clergé de 1645 il conteste la succession aux héritiers  d'Henri de Sourdis à qui il est appelé à succéder comme archevêque de Bordeaux le 26 novembre 1646. Il est très hostile aux « idées nouvelles » et prend des mesures contre l'influence du janséniste dans son archidiocèse. Il a pour résidence l'hôtel dit Château-Gaillard, à Fontenay-le-Comte, et fait restaurer le château de L'Hermenault, résidence épiscopale.
Il meurt le 11 mai 1680.

### Sources
- (en) catholic-hierarchy.org Archbishop Henri de Béthune